# Никольск (Горецкий район)
Никольск (бел. Нікольск) — упразднённый сельский населённый пункт, бывший посёлок в составе Коптевского сельсовета Горецкого района Могилёвской области Республики Беларусь.

## Население
- 1999 год — 3 человека
- 2009 год — 0 человек